# نهر ميراندا
نهر ميراندا (البرتغالية، ريو ميراندا، الاسم البديل ريو مونديغو) هو نهر من ولاية ماتو غروسو دو سول في جنوب غرب البرازيل، وهو رافد لنهر باراجواي. يغمر نهر ميراندا ولاية ماتو غروسو دو سول بالبرازيل، ويرتقي عند التقاء نهر رونكادور ونهر فوندو، على حدود بلديتي جارديم وبونتا بورا، على ارتفاع 320 مترًا فوق مستوى سطح البحر. يغطي مسافة تقدر بـ 490 كم، تصب في نهر باراغواي، في بلدية كورومبا، على ارتفاع 83 مترًا. يعبر المناطق الأحيائية سيرادو وبانتانال، ونهر أكويداوانا وهو رافده الرئيسي.
في وادي نهر ميراندا، تم تطوير مستوطنات يسوعية، في مقاطعة إيتاتيم آنذاك. من بين المستوطنات مدينة سانتياغو دي شيريز، التي أسسها الإسبان ودمرها رواد بُرتغالين من ساو باولو.